# Paepalanthus pauper
Paepalanthus pauper är en gräsväxtart som beskrevs av Harold Norman Moldenke. Paepalanthus pauper ingår i släktet Paepalanthus och familjen Eriocaulaceae.
Artens utbredningsområde är Guyana. Inga underarter finns listade i Catalogue of Life.